# Recherches féministes
Ne doit pas être confondu avec Recherche féministe.
Recherches féministes est une revue québécoise publiée par l'Université Laval, consacrée aux études féministes.

## Fondation et objectif
Recherches féministes est fondée par Huguette Dagenais en 1988, cette revue « interdisciplinaire » existe depuis 21 ans. Elle présente un aperçu de l’évolution du statut des femmes dans la société et plus particulièrement dans le monde universitaire, elle met aussi à jour leurs rôle et apport dans les domaines comme les sciences sociales.
Dirigée par Claire Deschênes, la revue paraît deux fois par an et en deux versions: numérique et imprimée

## Comité de rédaction
Caroline Andrew, Josette Brun, Renée Cloutier, Caroline Desbiens, Marie-José des Rivières, Chantal Doré, Micheline Dumont, Isabelle Fortier, Diane Lamoureux, Louise Langevin, Chantal Maillé, Christine Piette et Catherine des Rivières Pigeon.